# Чекина
Чекина је насеље у Италији у округу Рим, региону Лацио.
Према процени из 2011. у насељу је живело 9141 становника. Насеље се налази на надморској висини од 266 м.